# Eunoe hubrecthi
Eunoe hubrecthi är en ringmaskart som först beskrevs av McIntosh 1900.  Eunoe hubrecthi ingår i släktet Eunoe och familjen Polynoidae.
Artens utbredningsområde är Mexikanska golfen. Inga underarter finns listade i Catalogue of Life.